# 亀ノ瀬トンネル
亀ノ瀬トンネル（かめのせトンネル）は、かつて日本の国有鉄道（運営事業体は鉄道庁→鉄道省と数度変化）関西本線の河内堅上駅 - 王寺駅（現在では三郷駅）間に存在した、全長下り線699m・上り線703.5mの鉄道トンネルである。

## 概要
現在の関西本線に当たる路線のうち、JR難波駅（旧称：湊町駅） - 奈良駅間は大阪鉄道が明治20年代に建設・開業させたものである。
同線の工事は湊町側から始まり、まず柏原駅に至るまでの区間が1889年5月に開業したが、ここから先、堅上村（現在の柏原市大字峠）から大阪府・奈良県境までにかけての区間には、生駒山地と金剛山地の末端に挟まれた難所かつ隘路である「亀ノ瀬越え」が存在していた。この一帯は地すべりがたびたび発生し、1889年（明治22年）に着工された亀ノ瀬トンネル（全長413m）・芝山トンネル（全長216m）も異常な圧力を受け、工事が完成しても煉瓦に亀裂ができ、崩壊する危険性に見舞われていた。
そのため同社では、とりあえず柏原から亀ノ瀬トンネルの入口付近にあたる場所まで1890年（明治23年）9月に線路を敷き、そこに「亀ノ瀬仮駅」を設けた。そして同年12月に反対側の奈良駅から王寺駅までの路線を開業させた後、翌1891年（明治24年）2月から同じく亀ノ瀬トンネルの王寺側に「稲葉山仮駅」を設け、両駅の間を人力車で連絡させるようにし、阪奈間の路線を暫定的に開業させた後、同年から改築許可を受けてトンネルの改修を行い、1892年（明治25年）2月にようやく亀ノ瀬トンネル（芝山トンネルと一本化）の供用を開始、湊町 - 奈良間41.2kmを全通させることができた。
同社は1900年（明治33年）に関西鉄道に合併され、さらにその関西鉄道が1907年（明治40年）に鉄道国有法に基づいて国有化された後、1924年（大正13年）には輸送力の増加に応じて複線化が行われ、北側に並行してもう一本のトンネルが開削された。
しかし地盤の悪さは変わることがなく、1932年（昭和7年）1月に大規模な地すべりが発生し、亀ノ瀬トンネルを含め周辺の路盤は土砂に飲み込まれて地形が変わり、復旧の見通しが全く立たない状況に陥った。同年2月、鉄道省では亀ノ瀬トンネルの使用を中止し、開業時のように「亀ノ瀬西口駅」「亀ノ瀬東口駅」という仮駅をトンネルの両側に設置し、徒歩連絡とすることで暫定輸送を開始した。同年4月にはトンネルはほぼ完全に崩壊したものとされた。
なおこの年発行された内務省地理調査所（現在の国土地理院）の地図では、復旧工事の計画が全くまとまらない状態であったことから、通常なら復旧後の形で描かれる不通区間に関して、仮駅設置時の状況がそのまま描かれた。
また同年6月にはよりスムーズな接続を行えるようにするため、関西本線が大阪電気軌道（大軌）桜井線（後の近鉄大阪線）の安堂駅付近を通る箇所に柏原仮乗降場を設置、大軌桜井線下田駅（現在の近鉄下田駅）と和歌山線下田駅（現在の香芝駅）の間を徒歩連絡として、天王寺 - 柏原（仮）…安堂 - （大軌）下田…（国鉄）下田 - 王寺 - 奈良という代替ルートを形成した。
その後、復旧工事については北側通過案など、様々な案が出た。しかし結局は不安定な地盤を避けるため、大和川を2回またぎ南側対岸の明神山にトンネルを開削する案が採択され、1932年7月に着工、同年大晦日に開通した（新年の伊勢神宮参拝客輸送に合わせるように工事が行われたといわれている）。これに伴い亀ノ瀬トンネルは完全に放棄されることとなり、柏原 - 法隆寺間で6回も大和川をまたぐという線形が形成された。

## 遺構再発見

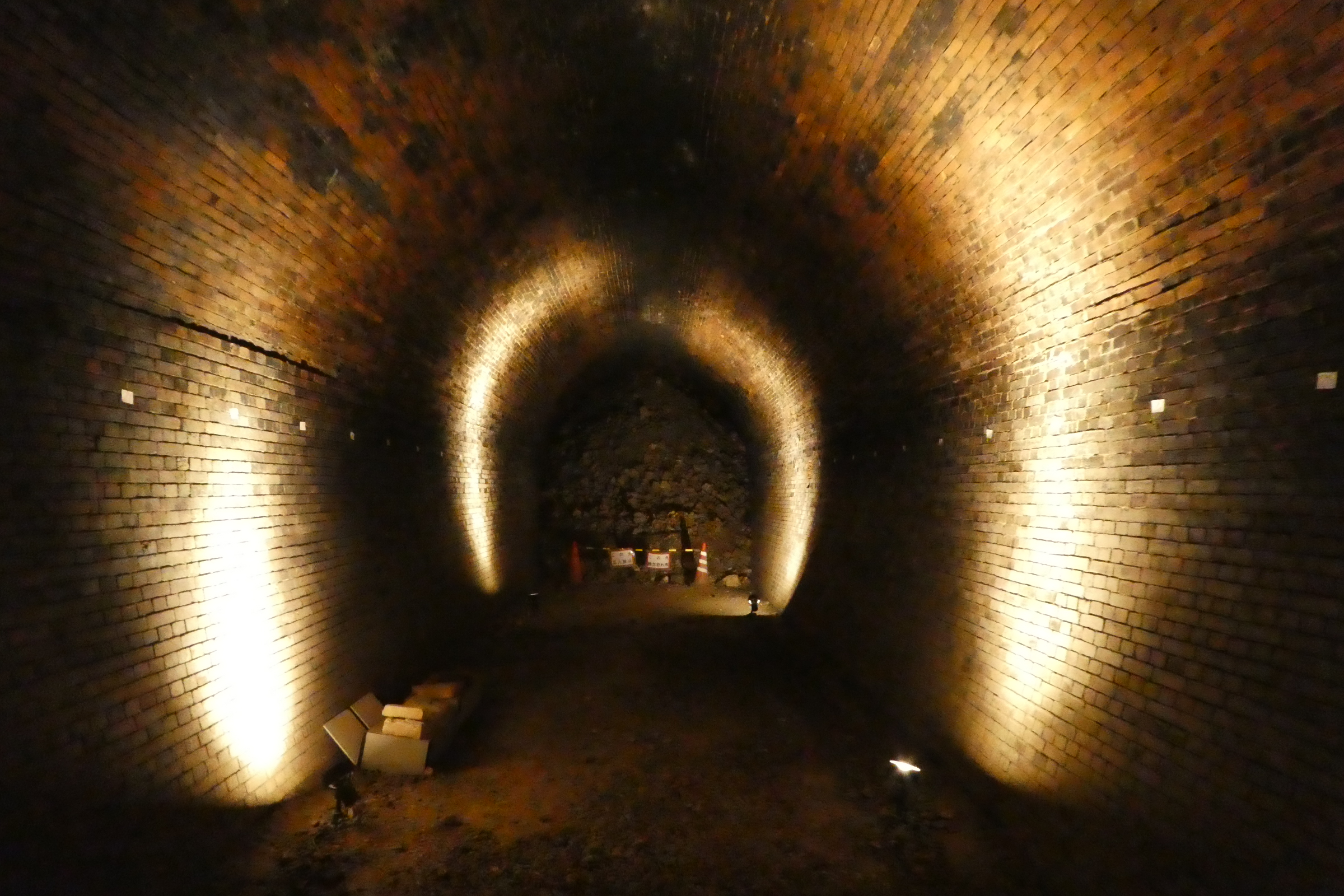
2008年に発見された亀ノ瀬トンネルの内部（2018年3月）

上述のとおり、亀ノ瀬トンネルは完全に崩壊・埋没し失われたものと考えられていたが、約80年の時を経た2008年（平成20年）11月、大和川河川事務所が地下水を排水するためのトンネルを設置するために山を掘削したところ、亀ノ瀬トンネルの一部がほぼ原形をとどめた状態で発見された。
明治時代に建設された旧下りトンネルは約66m、大正時代に増設された旧上りトンネルは約50mが残存していることが確認されている。この箇所は地滑りブロックをわずかに外れていたことから圧壊を免れたものと考えられている。明治時代のトンネルは、内壁にイギリス積みで組まれた煉瓦が残り、上方には蒸気機関車の通過で付着した煤煙が確認されている。これらのうち、排水トンネルとの交差部から離れた旧下りトンネルの王寺方39mについて、約120年前のトンネルの貴重な遺構として保存されることとなり、地滑り対策事業の見学会に合わせて公開されている。